# Ласси
Ласси (также: Ласи и Лесси; англ. Lacy) — ирландский графский и дворянский род, из которого произошло несколько выдающихся полководцев континентальной Европы XVIII века.

## Происхождение и история рода
Предок их, Фулько де Беллем (Bellesme et Nogent) переселился в Англию с Вильгельмом Завоевателем (1066). Его сын Гуго женился на наследнице местечка Ласси в Нормандии и принял эту фамилию. В конце XII в. Ласси поселились в Ирландии. Согласно семейному преданию, один из представителей их рода, Гуго, принял участие в норманнском завоевательном походе в Ирландию 1169—1171 году под предводительством графа Ричарда Пемброка.
- Пётр Ласси (1678—1751) — выехал из Ирландии, генерал-фельдмаршал на русской службе, губернаторствовал в Риге, удостоен графского титула;
  - Граф Франц Ласси (1725—1801) — сын предыдущего, австрийский фельдмаршал, один из ведущих полководцев Семилетней войны;
  - Борис Ласси (1737—1820) — родственник двух предыдущих[1], российский генерал от инфантерии. В 1762 году перешёл из австрийской службы на русскую; отличился при штурме Измаила; был казанским военным губернатором, потом начальником ряда инспекций: оренбургской, литовской, смоленской. Сначала он пользовался расположением императора Павла, но скоро подвергся опале и в 1799 году был уволен от службы. В 1805 году получил повеление ехать в Неаполь, где назначен был главнокомандующим союзными войсками, собранными для защиты Неаполя против французов. После аустерлицкого сражения коалиция распалась, и Ласси с частью русских войск возвратился в Россию.
    - Патрик О’Бриен де Ласси — племянник предыдущего, получил разрешение носить фамилию дяди.

Из его потомков:
- О’Брайен де Ласи, Пётр
  - О’Брайен де Ласси, Казимир Петрович (1863 — после 1917) — граф, гродненский помещик, владелец судостроительного завода в Пинске; по обвинению в отравлении своего шурина Василия Бутурлина приговорён к лишению всех прав состояния и бессрочной ссылке в каторжные работы
- О’Брайен де Ласи, Александр
  - О’Брайен де Ласи, Теренций (1885 — после 1928) — граф, офицер Российской императорской армии и Войска Польского
    - О’Брайен де Ласи, Нелли — графиня, аргентинская художница

  - О’Брайен де Ласи, Патрик (пол. Patryk O’Brien de Lacy; 1888—1964) — граф, офицер Российской императорской армии и Войска Польского, брат Теренция[2]
    - О’Брайен де Ласи, Хуго (1925—1958) — граф, польский военный лётчик

  - О’Брайен де Ласи, Мауриций (1891—1978) — граф, польский общественный деятель, президент Гродно, брат Теренция и Патрика; 
его жена: Друцкая, Надежда Сергеевна (1898—1986) — польская писательница и переводчица русского происхождения

## Описание герба
Щит четверочастный с малым серебряным щитком в середине, увенчанным золотой дворянской короной, в коем красный коронованный лев с голубым языком. В первой и четвертой части в золотом поле коронованный черный одноrлавый орел (головы обращены к оси щита). Во второй и третьей частях в красном поле рука в латах (обращены к оси щита), держащая серебряный меч с золотой рукоятью, на острие которого насажена голова турка. В главе щита в черно-золотом шахматном поле (14 х З) серебряный с золотой рукоятью меч в пояс, острием влево, клинок которого увенчан двумя скрещенными зелеными лавровыми ветвями.
На щите графская корона (пять трилистников и четыре жемчужины) и над ней три коронованных дворянских шлема. Нашлемники: средний — возникающий коронованный красный лев с голубым языком; правый — одноглавый коронованный черный орел; левый — рука в серебряный латах, держащая серебряный с золотой рукоятью меч, клинок которого увенчан двумя скрещенными зелеными лавровыми ветвями. Намет черный с золотом и красный с серебром. Щит держат два золотых грифона, опирающиеся на длинные копья со штандартами: правый — золотой с черным коронованным одноглавым орлом, левый — серебряный с красным львом — бахрома по цвету полотнищ. Девиз «Meritis augentur honores», черным по серебру.